# Michael Anthony Fleming
Michael Anthony Fleming, né vers 1792 à Carrick-on-Suir en Irlande et décédé le 14 juillet 1850 à Saint-Jean de Terre-Neuve, était un prélat de l'Église catholique. Il a été l'évêque du diocèse de Saint-Jean de la colonie de Terre-Neuve. Il a été reconnu comme étant une personne d'importance historique nationale au Canada.

## Biographie
Père franciscain, Fleming arrive à St. John's en 1823. D'abord adjoint de Mgr Thomas Scallan, il est nommé évêque coadjuteur en 1829 et succède à Scallan en 1830. Il réorganise complètement l'Église catholique à Terre-Neuve, augmente de beaucoup le nombre de prêtres et de paroisses, amène des religieuses pour s'occuper de l'éducation des filles et construit des écoles, des couvents et des églises. Ses luttes pour les droits des catholiques, qui n'obtiennent le droit de vote qu'en 1832 et n'ont aucun poste important au gouvernement avant 1840, l'appui qu'il accorde aux hommes politiques « radicaux » et sa façon de traiter les catholiques qui n'acceptent pas ses opinions politiques le font accuser d'abus d'influence, surtout pendant les années 1830. La plus grande réalisation de Fleming est la construction de la cathédrale de St. John's, commencée en 1841. Lorsqu'elle est terminée, en 1855, c'est la plus grande église d'Amérique du Nord.